# Учень. Історія Трампа
«Учень. Історія Трампа» (англ. The Apprentice) — художній трагікомедійний фільм 2024 року режисера Алі Аббасі за сценарієм Габріеля Шермана. 
Фільм із Себастіаном Стеном у ролі Дональда Трампа досліджує бізнес-кар'єру Трампа у сфері нерухомості в Нью-Йорку в 1970–1980-х роках. У фільмі також знялися Джеремі Стронг, Марія Бакалова та Мартін Донован.
За свої акторські роботи Себастіан Стен і Джеремі Стронг номінувались на центральні премії «сезону кінонагород», зокрема «Оскар».

## Сюжет
Дія фільму розгортається в перші роки кар'єри Трампа, і зосереджується на стосунках Трампа та Роя Кона, прокурора з Нью-Йорка, відомого роботою з сенатором Джозефом Маккарті під час Маккартизму. Порядність Трампа «розмивається, коли він вивчає темне мистецтво укладення угод і відчуває смак влади».

## Акторський склад
| Актор           | Роль           |
| --------------- | -------------- |
| Себастіан Стен  | Дональд Трамп  |
| Джеремі Стронг  | Рой Кон        |
| Марія Бакалова  | Івана Трамп    |
| Мартін Донован  | Фред Трамп     |
| Кетрін Макнеллі | Мері Енн Трамп |
| Чарлі Керрік    | Фредді Трамп   |
| Марк Рендалл    | Роджер Стоун   |

## Виробництво
Вперше про фільм анонсували в травні 2018 року, сценарій до нього мав написати Габріель Шерман. У жовтні 2023 року підтвердили, що Алі Аббасі долучиться до роботи над фільмом як режисер і, як повідомлялося спочатку, як співавтор сценарію. Однак пізніше підтверджено, що Шерман буде єдиним сценаристом фільму. Основні зйомки почалися в листопаді 2023 року, на головні ролі обрали таких акторів: Себастіан Стен, Джеремі Стронг та Марія Бакалова. Зйомки завершилися 28 січня 2024 року. У лютому 2024 року оголосили, що Мартін Донован долучився до акторського складу й зіграє Фреда Трампа.

## Випуск
Фільм був представлений на Каннському кінофестивалі, який проходив з 14 по 25 травня 2024 року. У квітні 2024 року він був включений до конкурсу на «Золоту пальмову гілку» разом із 18 іншими фільмами. Прем'єра відбулася 20 травня 2024 року в Каннах. До цього StudioCanal придбала права на розповсюдження фільму у Великобританії та Ірландії.

## Реакція
Деніель Снайдер, один із мільярдерів-інвесторів фільму, колишній власник «Вашингтон Коммандерз», залишився незадоволений зображенням Дональда Трампа у вигаданому байопіку про його сходження до слави. Як повідомляється, за лаштунками між компанією Kinematics, яку профінансував Снайдер, і творцями фільму триває судова тяганина з приводу фільму.
Стівен Ченг, директор із комунікацій президентської кампанії Трампа 2024 року, погрожував судовим позовом проти фільму через зображення сцени зґвалтування за участю Дональда Трампа та Івани. Представники кампанії Трампа назвали фільм «сміттям» і «чистою вигадкою».

## Нагороди та номінації
| Нагорода                   | Дата           | Категорія                            | Номінант(и)    | Результат | Прим.  |
| -------------------------- | -------------- | ------------------------------------ | -------------- | --------- | ------ |
| Каннський кінофестиваль    | 25 травня 2024 | Золота пальмова гілка                | Ali Abbasi     | Номінація | [ 17 ] |
| Премія Гільдії кіноакторів | 23 лютого 2025 | Найкраща чоловіча роль другого плану | Джеремі Стронг | Номінація | [ 18 ] |
| Сезар                      | 28 лютого 2025 | Найкращий фільм іноземною мовою      | Фільм          | Номінація | [ 19 ] |
| Оскар                      | 3 березня 2025 | Найкраща чоловіча роль               | Себастіан Стен | Номінація | [ 20 ] |
| Оскар                      | 3 березня 2025 | Найкраща чоловіча роль другого плану | Джеремі Стронг | Номінація | [ 20 ] |